# فيك أوليفر
فيك أوليفر هو ممثل نمساوي وبريطاني (وحمل سابقاً جنسية الإمبراطورية النمساوية المجرية والمملكة المتحدة لبريطانيا العظمى وأيرلندا)، ولد في 8 يوليو عام 1898 بفيينا في النمسا، وتوفي في 15 أغسطس 1964 في جنوب أفريقيا.

## وصلات خارجية
- فيك أوليفر على موقع IMDb (الإنجليزية)
- فيك أوليفر على موقع ميوزك برينز (الإنجليزية)
- فيك أوليفر على موقع أول موفي (الإنجليزية)
- فيك أوليفر على موقع قاعدة بيانات الأفلام السويدية (السويدية)
- فيك أوليفر على موقع ديسكوغز (الإنجليزية)
- فيك أوليفر على موقع قاعدة بيانات الفيلم (الإنجليزية)